# Solstício de inverno

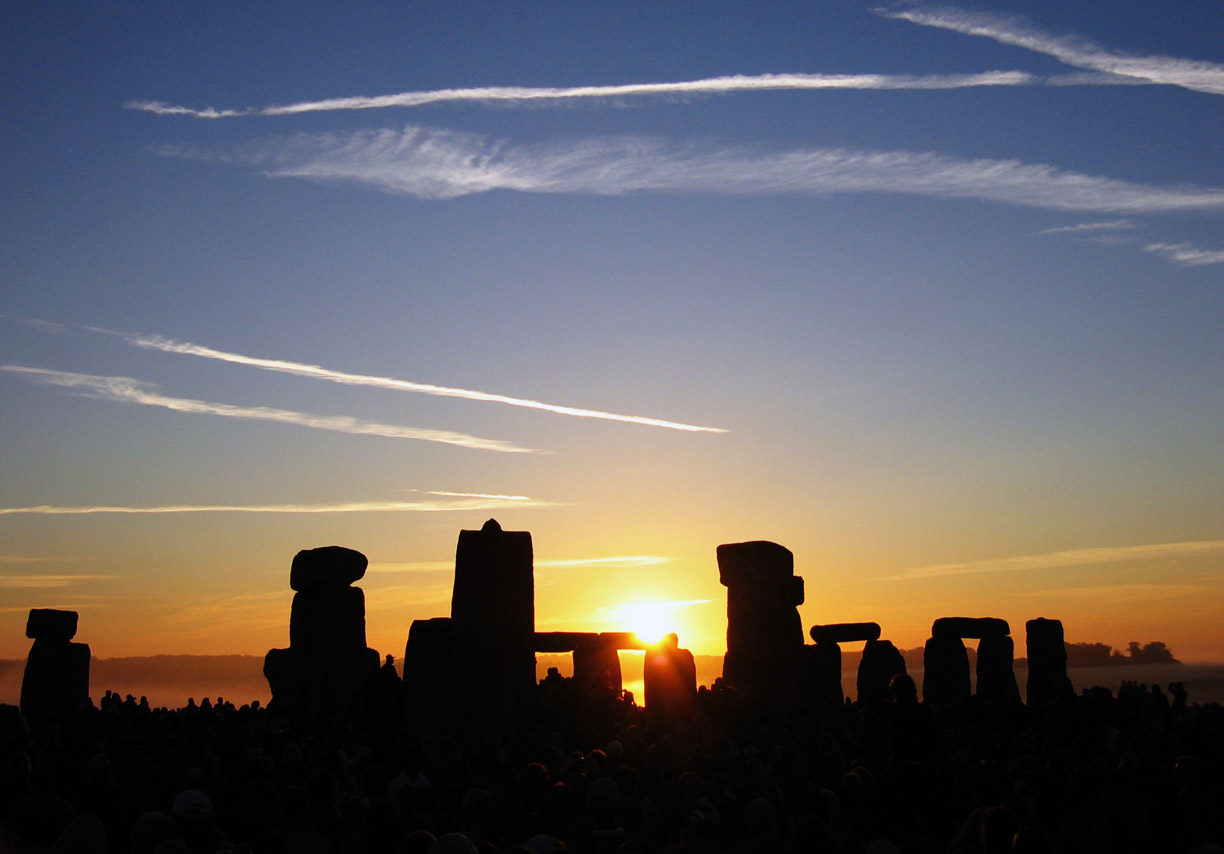
Nascer do Sol sobre Stonehenge na manhã do solstício de verão (21 de junho de 2005).

Solstício de inverno é um fenómeno astronómico que marca o início do inverno. Ocorre normalmente por volta do dia 21 de junho no hemisfério sul e 21 de dezembro no hemisfério norte.

## Definição
A palavra solstício vem do latim; (Sol), e sistere (que não se move).
O solstício de inverno ocorre quando o Sol atinge a maior distância angular em relação ao plano que passa pela linha do equador. 
Embora sua data não seja a mesma em todos os anos, pode-se dizer que ocorre normalmente por volta do dia 21 ou 22 de dezembro no hemisfério norte e 21 ou 22 de junho no hemisfério sul. Esse momento não é fixo no calendário gregoriano em função do ano tropical da Terra não ser um múltiplo exato de dias.

## Importância cultural e religiosa
Essa data tinha grande importância para diversas culturas antigas que geralmente realizavam celebrações e festivais ligados às suas religiões.

### Chineses
No calendário chinês, o solstício de inverno chama-se dong zhi (em português: chegada do inverno) e é considerado uma data de extrema importância, visto ser aí festejada a passagem de ano.
Na República Popular da China e na República da China o solstício de inverno é uma data de extrema importância, até com celebração.

### Roma antiga
Entre os romanos os festivais eram muito populares. O período marcava a Saturnália, em homenagem ao deus Saturno. O deus persa Mitra, também cultuado por muitos romanos, teria nascido durante o solstício. Divindades ligadas ao Sol em geral eram celebradas no solstício também.

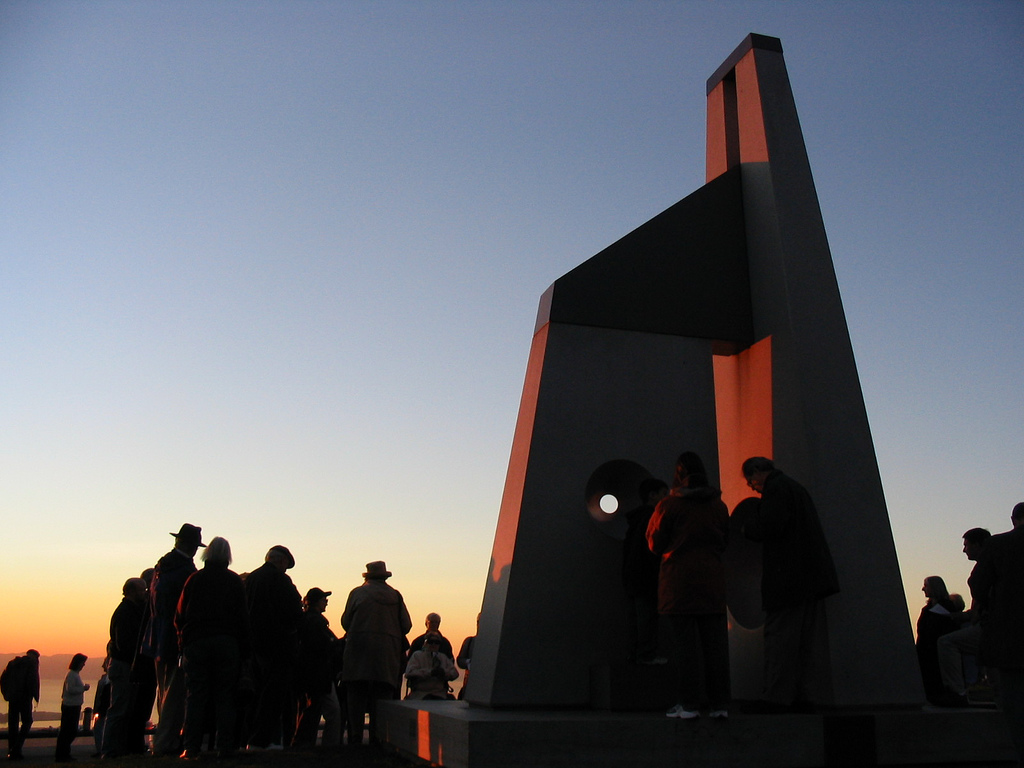
O solstício de inverno visto da Lawrence Hall of Science na Universidade da Califórnia.

 Com a introdução do cristianismo no Império Romano houve, por parte da Igreja Católica, uma tentativa de cristianizar os festivais "pagãos". Há indícios de que a data de 25 de dezembro foi escolhida para representar o nascimento de Jesus Cristo já no século IV. Há evidência bíblica de que Jesus não teria nascido durante o inverno, pois, no momento do nascimento, pastores estavam cuidando de seus rebanhos nas vigílias da noite, e o período do solstício, visto como o renascimento do Sol, carrega forte representatividade. Além disso, conseguiu aproveitar a popularidade das festividades da época.

### Neopaganismo e Europa pré-cristã
Hoje esta data é revivida na celebração do Sabbat Neopagão Yule. Que revive algumas antigas tradições religiosas dos povos europeus pré-cristãos.
Os povos da Europa pré-cristã, chamados pelos católicos de pagãos, tinham grande ligação com essa data. Segundo alguns, monumentos como Stonehenge eram construídos de forma a estarem orientados para o pôr do sol do solstício de inverno e nascer do sol no solstício de verão.